# Karol Olszewski
Karol Olszewski (Broniszów, 29 gennaio 1846 – Cracovia, 24 marzo 1915) è stato un chimico, matematico e fisico polacco candidato al Premio Nobel per la fisica per 2 volte senza mai vincerlo.
Nel 1883 insieme a Sigmund von Wróblewski fu il primo scienziato al mondo a liquefare l'ossigeno e l'azoto.

## Biografia
Olszewski si diplomò al liceo "Kazimierz Brodziński di Tarnów (in polacco I Liceum Ogólnokształcące im. Kazimierza Brodzińskiego) e successivamente studiò all'Università Jagellonica di Cracovia nei dipartimenti di matematica e fisica e chimica e biologia. Eseguì i suoi primi esperimenti utilizzando un compressore personalmente migliorato comprimendo e condensando l'anidride carbonica.
Olszewski difese la sua tesi di dottorato all'Università Ruprecht Karl di Heidelberg per poi tornare a Cracovia dove fu nominato professore associato.
Nel 1883 Olszewski e von Wróblewski furono i primi scienziati al mondo a liquefare ossigeno, azoto e anidride carbonica dall'atmosfera in uno stato stabile e non in uno stato dinamico nella forma transitoria di vapore come era accaduto fino ad allora.
Nel 1884, nel suo laboratorio di Cracovia, Olszewski fu il primo a liquefare l'idrogeno in uno stato dinamico, raggiungendo una temperatura minima record di -225 °C (48 K). Nel 1895 liquefece l'argon per poi fallire nel liquefare l'elemento elio appena scoperto.
Nel gennaio 1896, dopo aver sentito parlare del lavoro di Wilhelm Conrad Röntgen con i raggi X, nel giro di pochi giorni Olszewski lo replicò. Più tardi, all'inizio di febbraio, fornì un'immagine radiografica di un gomito lussato dando così inizio al dipartimento di radiologia dell'università.
Morì il 24 marzo 1915 e fu sepolto nel cimitero Rakowicki di Cracovia. Nel 2018 le sue ceneri furono trasferite in uno dei Pantheon nazionali della Polonia situato nella chiesa dei Santi Pietro e Paolo nel centro storico di Cracovia.
Secondo il fisico Andrzej Kajetan Wróblewski, Olszewski è tra i più grandi fisici polacchi del XX secolo insieme a Marie Curie, Marian Smoluchowski, Jerzy Pniewski e Marian Danysz.